# Kanton Châteauneuf-d'Ille-et-Vilaine
Kanton Châteauneuf-d'Ille-et-Vilaine (francouzsky Canton de Châteauneuf-d'Ille-et-Vilaine) je francouzský kanton v departementu Ille-et-Vilaine v regionu Bretaň. Tvoří ho devět obcí.

## Obce kantonu
- Châteauneuf-d'Ille-et-Vilaine
- Lillemer
- Miniac-Morvan
- Plerguer
- Saint-Guinoux
- Saint-Père
- Saint-Suliac
- Le Tronchet
- La Ville-ès-Nonais